# Sing A Rude Song
A Sing A Rude Song című lemez musical-zene, Maurice Gibb, Barbara Windsor és Dennis Quilley főszereplésével. A dalok közül a 6, 10, és 13. számban Maurice Gibb énekel. A musical Marie Lloyd angol énekesnő életéről szól. Az énekesnő zenés mulatóhelyeken, valamint kabarékban és kisebb vígjátékokban lépett fel a XIX. század végi Londonban. Akkortájt népszerű énekesnőnek számított.

## Az album dalai
1. I'm In A Mood To Get My Teeth Into A Song (Caryl Brahms, Ned Sherrin, Ron Grainer) – 2:51  (Barbara Windsor, Denis Quilley)
2. That's What They Say (Caryl Brahms, Ned Sherrin, Ron Grainer) – 2:50  (társulat)
3. This Time It's Happiness (Caryl Brahms, Ned Sherrin, Ron Grainer) – 3:01 (Barbara Windsor)
4. Whoops Cookie (Caryl Brahms, Ned Sherrin, Ron Grainer) – 1:40 (Barbara Windsor, Denis Quilley)
5. It Was Only A Friendly Kiss (Caryl Brahms, Ned Sherrin, Ron Grainer) – 1:45 (Barbara Windsor)
6. Whoops Cookie (Reprise) / We've Been And Gone And Done It (Caryl Brahms, Ned Sherrin, Ron Grainer) – 2:57 (Barbara Windsor, Maurice Gibb)
7. Haven't The Words (Caryl Brahms, Ned Sherrin, Ron Grainer) (Caryl Brahms, Ned Sherrin, Ron Grainer) – 4:26 (Denis Quilley)
8. You Don't Know What It's Like To Fall In Love At Forty (Caryl Brahms, Ned Sherrin, Ron Grainer) – 2:11 (Barbara Windsor)
9. Waiting On The Off Chance (Caryl Brahms, Ned Sherrin, Ron Grainer) – 2:48 (társulat)
10. Waiting For The Royal Train (Caryl Brahms, Ned Sherrin, Ron Grainer) – 3:06 (Barbara Windsor, Maurice Gibb)
11. I'm Nobody In Particular (Caryl Brahms, Ned Sherrin, Ron Grainer) – 1:53 (Denis Quilley)
12. Wave Goodbye (Caryl Brahms, Ned Sherrin, Ron Grainer) – 2:17 (Denis Quilley)
13. Leave Here To Linger With The Ladies (Caryl Brahms, Ned Sherrin, Ron Grainer) – 2:24 (Maurice Gibb)
14. The One And Only (Caryl Brahms, Ned Sherrin, Ron Grainer) – 2:47 (Barbara Windsor)
15. Sing A Rude Song (Caryl Brahms, Ned Sherrin, Ron Grainer) – 3:18 (Barbara Windsor és a társulat)

## Közreműködők
- Bee Gees
- Barbara Windsor – ének
- Denis Quilley – ének
- Maurice Gibb – ének
- stúdiózenekar Alfred Ralston és Maurice Gibb vezényletével